# Philosepedon mexicana
Philosepedon mexicana är en tvåvingeart som beskrevs av Quate 1963. Philosepedon mexicana ingår i släktet Philosepedon och familjen fjärilsmyggor. Inga underarter finns listade i Catalogue of Life.